# Odell (Bedfordshire)
Odell è un paese di 260 abitanti della contea del Bedfordshire, in Inghilterra.